# Rio Cârligaţi
O Rio Cârligaţi é um rio da Romênia, afluente do Trebiş, localizado no distrito de Bacău.